# Leptotyphlops brasiliensis
Leptotyphlops brasiliensis är en kräldjursart som beskrevs av  Laurent 1949. Leptotyphlops brasiliensis ingår i släktet Leptotyphlops och familjen Leptotyphlopidae. Inga underarter finns listade i Catalogue of Life.